# Tanjung Tiga (Semendo Darat Ulu)
Tanjung Tiga is een bestuurslaag in het regentschap Muara Enim van de provincie Zuid-Sumatra, Indonesië. Tanjung Tiga telt 1429 inwoners (volkstelling 2010).